# Hovedstaden
Region Hovedstaden (Hlavní oblast) je jedním z pěti regionů, vzniklých na základě správní reformy Dánska. Začal fungovat 1. ledna 2007.
Pod správu tohoto regionu patří i vzdálený ostrov Bornholm.

## Obce
Na území regionu se nacházejí následující obce:
- Albertslund Kommune
- Allerød Kommune
- Ballerup Kommune
- Bornholms Regionskommune
- Brøndby Kommune
- Dragør Kommune
- Egedal Kommune
- Fredensborg Kommune
- Frederiksberg Kommune
- Frederikssund Kommune
- Furesø Kommune
- Gentofte Kommune
- Gladsaxe Kommune
- Glostrup Kommune
- Gribskov Kommune
- Halsnæs Kommune
- Helsingør Kommune
- Herlev Kommune
- Hillerød Kommune
- Hvidovre Kommune
- Høje-Taastrup Kommune
- Hørsholm Kommune
- Ishøj Kommune
- Københavns Kommune
- Lyngby-Taarbæk Kommune
- Rudersdal Kommune
- Rødovre Kommune
- Tårnby Kommune
- Vallensbæk Kommune